# Antílope

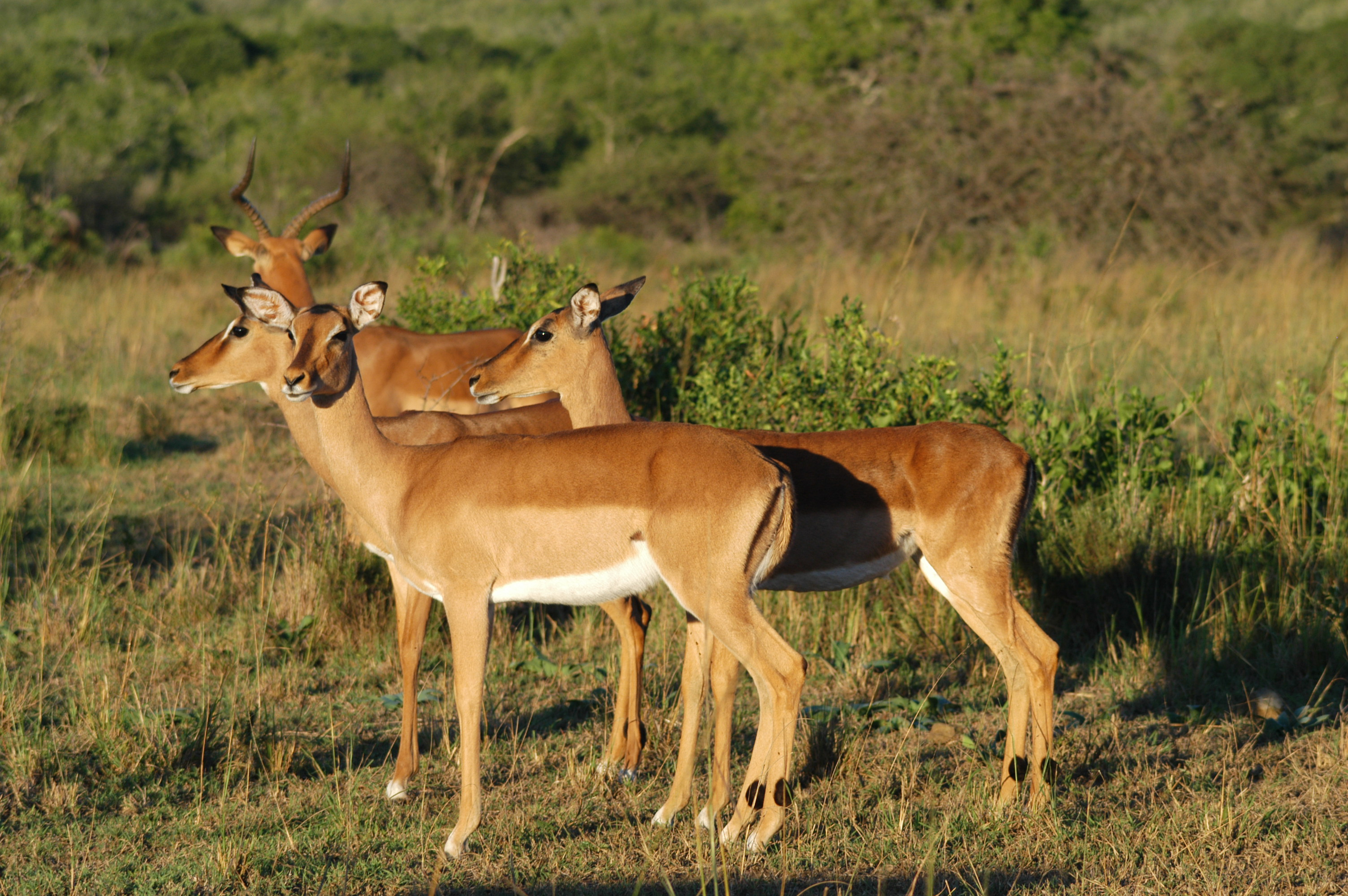
Impala

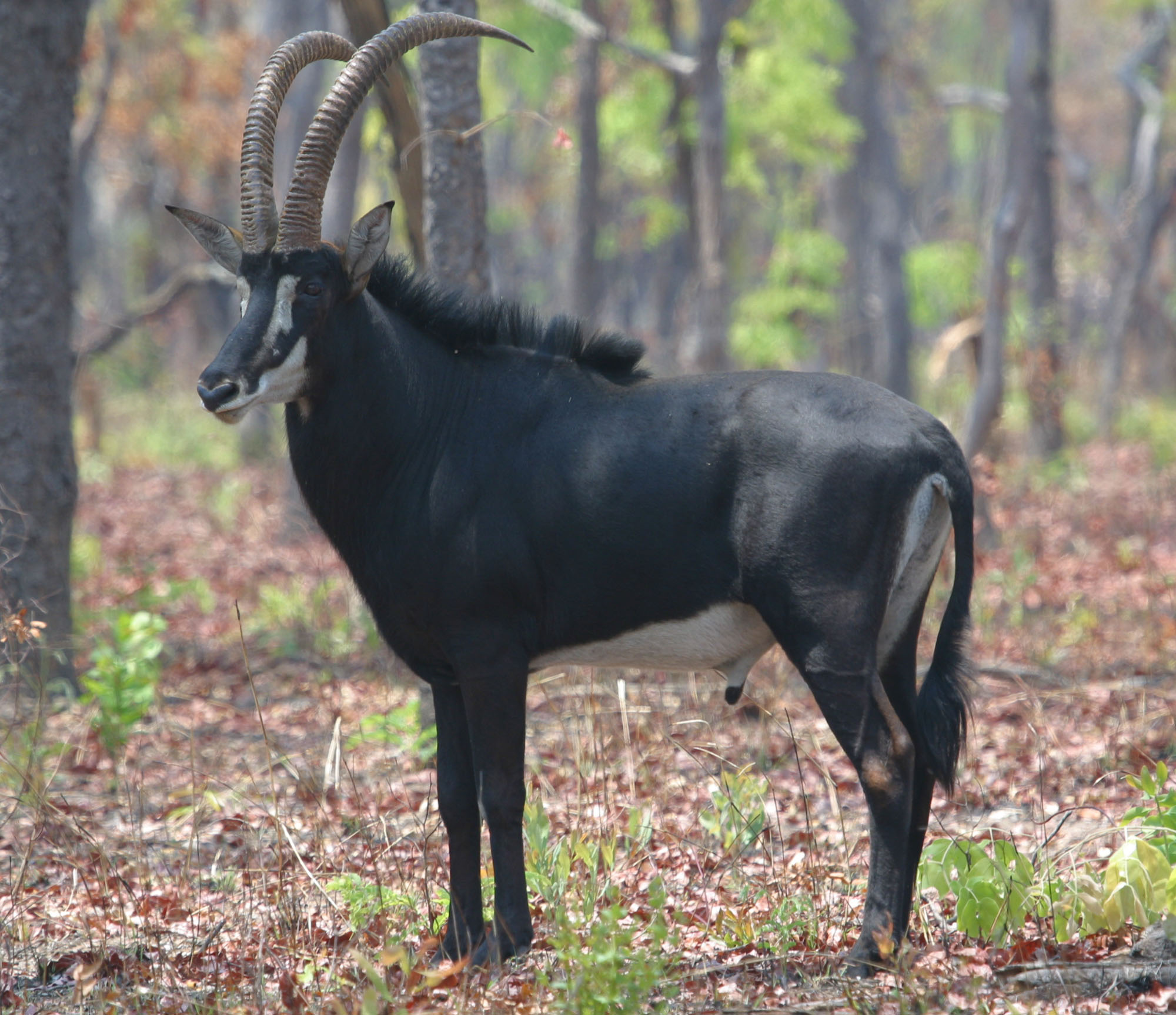
Antílope sable

Los antílopes son mamíferos ungulados de la familia de los bóvidos (en la que se incluyen también ovejas o toros), generalmente de gran tamaño. Una característica de esta familia es que solo los machos poseen cuernos, aunque en algunas especies también las hembras tienen cuernos. Su alimentación es exclusivamente herbívora, y a diferencia de los ciervos cuyas astas (cornamentas) son macizas, los antílopes poseen cuernos huecos no ramificados y generalmente anillados en su longitud que no sufren muda anual. Se clasifican en diferentes subfamilias (ver recuadro adjunto).
El término antílope es muy impreciso; en sentido estricto se refiere a las especies de la subfamilia Antilopinae, pero con frecuencia se refiere a otros géneros no incluidos en esa subfamilia como Oryx o Hippotragus.
Existen diferentes especies de antílopes, que difieren en tamaño y comportamiento, variando desde los 30 cm de altura de los dic-dics hasta 180 cm del eland, aunque la mayoría ronda 1 m de altura.
Aunque a veces se hace referencia a los antílopes como "ciervos" (cérvidos), y es fácil confundirlos con ellos, los verdaderos ciervos sólo están lejanamente emparentados con los antílopes. Mientras que los antílopes abundan en África, sólo hay una especie de ciervo en el continente: el ciervo de Berbería del norte de África. En comparación, en regiones del mundo con menos o ninguna presencia de antílopes, como el sudeste asiático, Europa y toda América, suele haber numerosas especies de ciervos. Esto se debe probablemente a la competencia por los recursos compartidos, ya que ciervos y antílopes ocupan un nicho ecológico prácticamente idéntico en sus respectivos hábitats. Países como la India, sin embargo, cuentan con grandes poblaciones de ciervos y antílopes endémicos, y las distintas especies suelen mantenerse en sus propios "nichos" con un solapamiento mínimo.
A diferencia de los ciervos, en los que los machos lucen elaboradas astas que se mudan y vuelven a crecer anualmente, los cuernos de los antílopes son de hueso y crecen de forma constante, sin caerse nunca. Si un cuerno se rompe, permanecerá roto o tardará años en regenerarse parcialmente, dependiendo de la especie. 

## Etimología

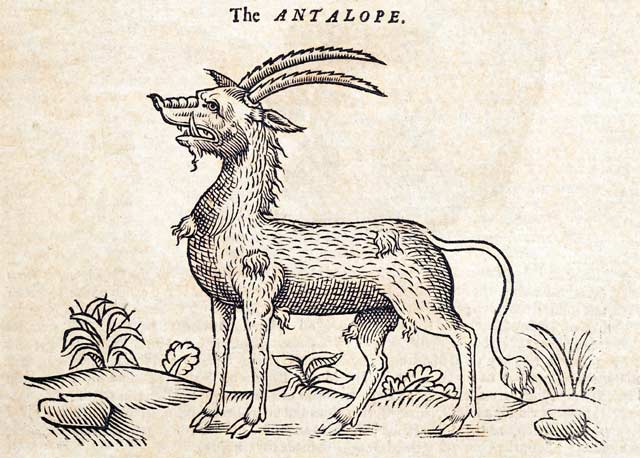
Ilustración de Edward Topsell en la obra The History of Four-footed Beasts (1607)

La palabra "antílope" proviene del francés antilope, este del inglés antelope, este del latín vulgar antilops o antilopis, y este del griego ἀνθάλωψ, ἀνθάλοπος. Originalmente fue utilizado por Eustacio de Antioquía para designar un animal salvaje fabuloso, común en la ribera del Éufrates, y que poseía cuernos en forma de sierra con los que podía cortar árboles.

## Especies
Las aproximadamente 91 especies de antílopes, las cuales la mayoría son nativas de África, se clasifican en unos 30 géneros. La clasificación de las tribus o subfamilias dentro de los bóvidos es todavía un tema de debate, con varios sistemas alternativos propuestos.
Los antílopes no son un clado o grupo taxonómicamente definido. El término se utiliza para describir a todos los miembros de la familia de los bóvidos que no entran en la categoría de ovejas, vacas o cabras. Por lo general, todas las especies de alcelafinos, antilopinos, hipotraguinos, reduncinos y cefalofinos, entre otros, son llamados antílopes. Asimismo, los rebecos también se consideran antílopes.
Además, también son denominados como antílopes el berrendo o antílope americano (Antilocapra americana), de la familia de los antilocápridos y el antílope almizclero enano de agua (Hyemoschus aquaticus), de la familia de los tragúlidos, aunque no son considerados como verdaderos antílopes.

## Distribución y hábitat
Las especies de antílopes son nativas de África, más que cualquier otro continente, pero algunos se encuentran en Asia. En Norteamérica, habitó el saiga durante el Pleistoceno medio, pero se extinguió a principios del Holoceno. El órix de Arabia y la gacela común son propios de la península arábiga. En India se encuentran el nilgó, la gacela de la india (chinkara), el antílope negro, el antílope tibetano, y el antílope de cuatro cuernos, mientras que en Rusia y Asia Central se encuentra el antílope tibetano y el saiga.
Muchas especies de antílopes se han introducido en otras partes del mundo, especialmente Estados Unidos, para la caza exótica. Texas, en particular, dispone de numerosos cotos de caza, además del hábitat y del clima adecuados para distintas especies de antílope de las llanuras de África y Asia. En consecuencia, pueden encontrarse en dicho estado poblaciones silvestres de antílope negro, de órice del cabo y de nilgó.
Los antílopes viven en una gran variedad de hábitats. Numéricamente, la mayoría viven en las sabanas africanas. Sin embargo, también hay especies como el saiga, adaptado al frío y a ambientes áridos, el órix de Arabia adaptado al desierto, el saltarrocas a ambientes rocosos, y el sitatunga, de hábitos semiacuáticos.
Las especies que viven en los bosques o arbustos tienden a ser sedentarios, pero muchas de las especies de llanuras emprenden migraciones largas. Esto permite a las especies que pastan, seguir las lluvias y asimismo sus suministros de alimento. Los ñus y las gacelas de África Oriental realizan algunas de las más impresionantes migraciones en masa de todos los mamíferos.

## Morfología

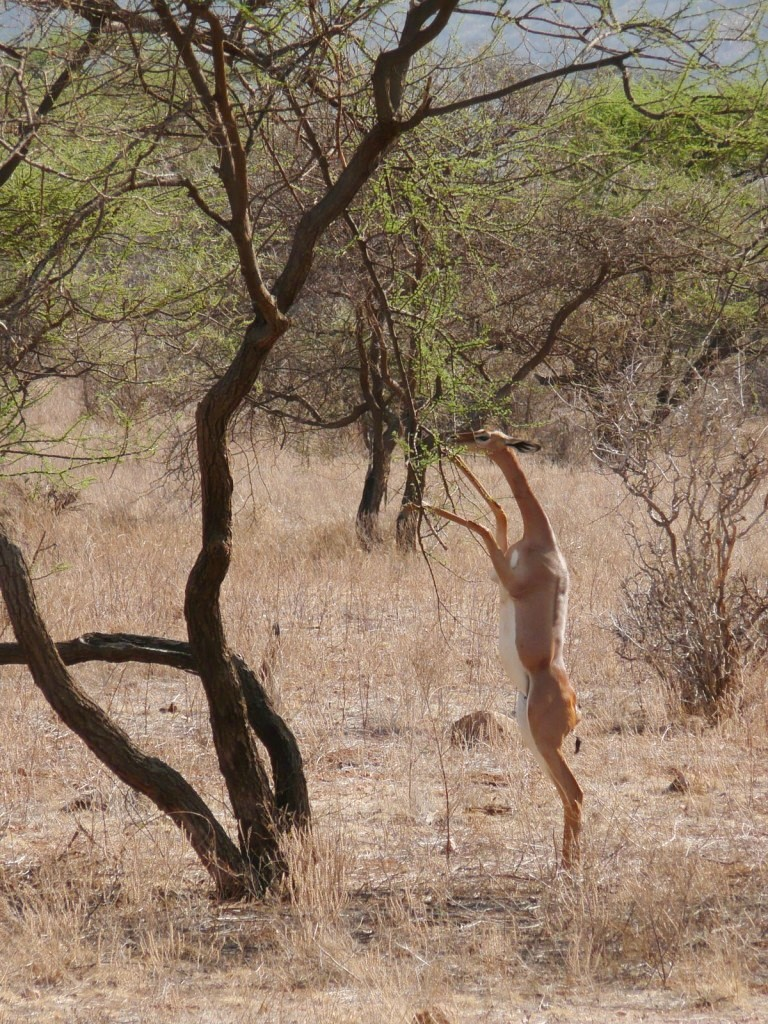
El gerenuc o antílope jirafa puede permanecer de pie sobre sus patas posteriores para ramonear.

Todos los bóvidos artiodáctilos tienen pezuñas, pupilas horizontales, y (al menos en los machos) cuernos óseos. Estas características básicas, sin embargo, ocultan enormes diferencias de aspecto entre vacas, cabras y ovejas, y entre los propios antílopes. Por ejemplo, un antílope eland común macho puede medir 180 cm de alzada a la cruz y pesar casi 950 kg, mientras que un antílope enano adulto puede medir tan solo 24 cm de altura en la cruz y pesar tan solo 1,5 kg.
No son sorprendentes los animales con largas y esbeltas patas potentes, pues muchos antílopes tienen grandes zancadas y pueden correr rápido. Algunos también están adaptados para habitar rocas y peñascos. Tanto el dibatag, como el gerenuc se caracterizan por sus patas y cuellos muy finos, relacionados con sus costumbres ramoneadoras. Diferentes antílopes tienen diferentes tipos de cuerpo, lo que puede afectar al movimiento. Los duikers son pequeños antílopes, que viven en la vegetación densa. Las gacelas son conocidas por su velocidad y habilidades saltando. Antílopes de mayor tamaño como el nilgó, y las del género Taurotragus son capaces de saltar 2,4 m o más, aunque su velocidad está limitado por su mayor peso.

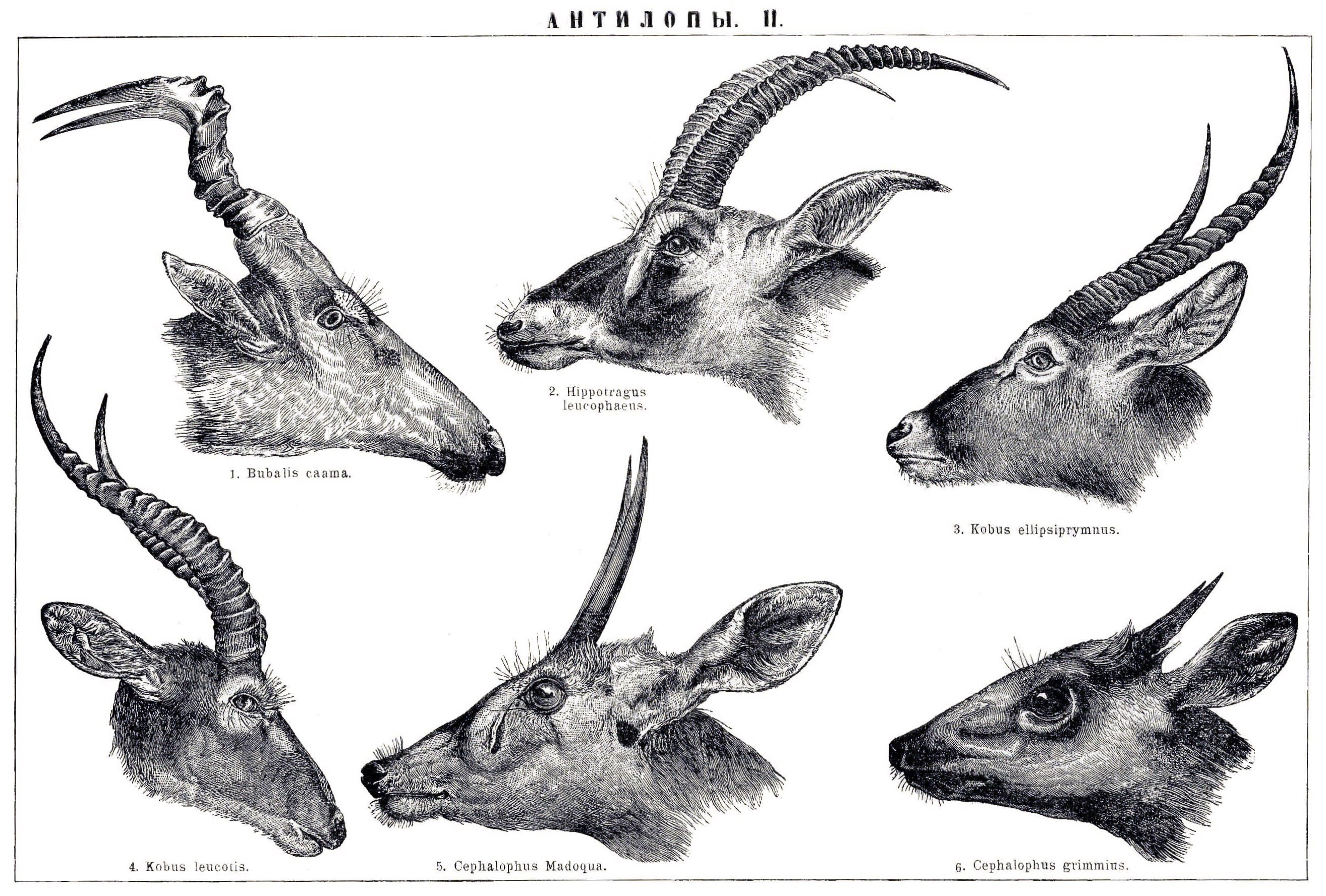
Diferentes cuernos de antílopes

Los antílopes presentan una gran variedad de cubiertas, aunque la mayoría tiene un denso manto de pelo corto. En la mayoría de las especies, el pelaje es de color marrón (o de varios tonos de marrón), a menudo con partes inferiores blancas o pálidas. Las excepciones son el duiker cebra, el duiker de Jentink gris, negro y blanco, y el lechwe negro. La mayoría de los antílopes con cuernos en espiral tienen rayas verticales pálidas en el lomo. Muchas especies desérticas y semidesérticas son especialmente pálidas, algunas casi plateadas o blanquecinas (por ejemplo, el oryx árabe); el beisa y el oryx del Cabo tienen pelajes grises y negros con rostros vívidos en blanco y negro. Los rasgos comunes de varias gacelas son las rabadillas blancas, que sirven de advertencia a los demás cuando huyen del peligro, y las rayas oscuras en la mitad del cuerpo (este último rasgo también lo comparten la gacela saltarina y la beira). La gacela elástica también tiene una bolsa de pelos blancos en forma de cepillo a lo largo de la espalda, que se abre cuando el animal siente peligro, haciendo que los pelos dorsales se ericen.

## Comportamiento

### Estrategias de apareamiento

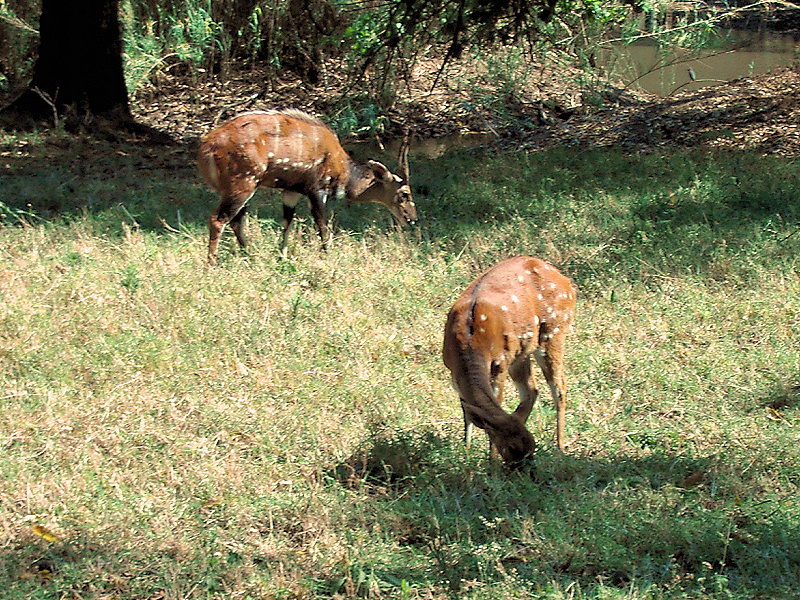
Antílope de los bosques bushbuck.

Los antílopes suelen clasificarse por su comportamiento reproductivo.
Los antílopes pequeños, como los dik-diks, tienden a ser monógamos. Viven en un entorno forestal con recursos dispersos, y un macho es incapaz de acaparar más de una hembra debido a esta escasa distribución. Las especies forestales más grandes suelen formar manadas muy pequeñas de dos a cuatro hembras y un macho.
Algunas especies, como los lechwes, siguen un sistema de cría en leks, en el que los machos se reúnen en un lekking y compiten por un pequeño territorio, mientras que las hembras evalúan a los machos y eligen uno con el que aparearse.
Los grandes antílopes que pastan, como el impala o el ñu, forman grandes manadas compuestas por muchas hembras y un único macho reproductor, que excluye a todos los demás machos, a menudo mediante el combate.

### Defensa

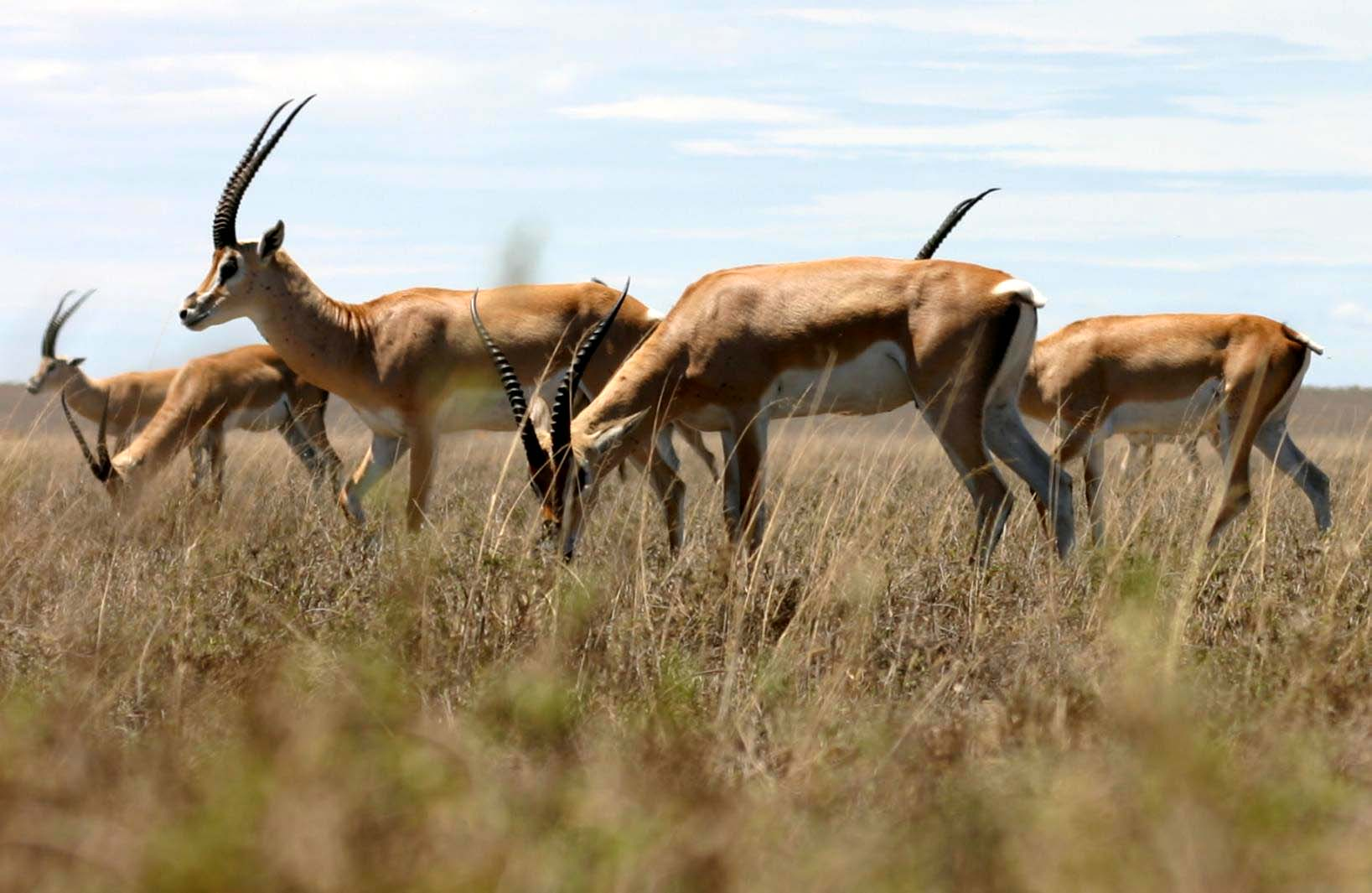
Las gacelas que corren rápido prefieren un hábitat de pastizales abiertos.

Los antílopes siguen una serie de estrategias de defensa, a menudo dictadas por su morfología.
Los grandes antílopes que se reúnen en grandes manadas, como los ñus, confían en su número y en su velocidad para protegerse. En algunas especies, los adultos rodean a las crías para protegerlas de los depredadores cuando se ven amenazadas. Muchos antílopes selváticos se valen de la coloración críptica y de un buen oído para evitar a los depredadores. Los antílopes forestales suelen tener orejas muy grandes y coloraciones oscuras o rayadas. Los antílopes pequeños, especialmente los duikers, evaden la depredación saltando hacia arbustos densos donde el depredador no puede perseguirlos. Los antílopes utilizan un comportamiento conocido como stotting para confundir a los depredadores.
Las especies de pastizales abiertos no tienen dónde esconderse de los depredadores, por lo que tienden a ser corredores rápidos. Son ágiles y tienen una buena resistencia, estas son ventajas cuando son perseguidos por depredadores dependientes de las carreras veloces como los guepardos, que son los animales terrestres más rápidos, pero se cansan rápidamente. Las distancias de reacción varían según la especie y el comportamiento del depredador. Por ejemplo, es posible que las gacelas no huyan de un león hasta que éste se encuentre a menos de 200 m (los leones cazan en manada o por sorpresa, normalmente al acecho; es poco probable que ataque uno que se vea claramente. Sin embargo, los guepardos dependientes de una carrera breve rápida harán huir a las gacelas a una distancia superior a 800 metros (0,5 mi).
Si escapar no es una opción, los antílopes son capaces de defenderse. Se sabe que los Oryx en particular se ponen de lado como muchos bóvidos no emparentados para parecer más grandes de lo que son, y pueden cargar contra un depredador como último recurso.

## Estado
Alrededor de 25 especies están calificadas por la UICN como en peligro, como la gacela dama y el nyala de montaña. También están en peligro varias subespecies, como el antílope sable gigante y la gacela mhorr. Las principales causas de preocupación para estas especies son la pérdida de hábitat, la competencia con el ganado por el pastoreo y la caza de trofeos.
El chiru o antílope tibetano se caza por su piel, que se utiliza para fabricar la lana shahtoosh, empleada en chales. Como la piel sólo puede extraerse de animales muertos, y cada animal produce muy poca cantidad de piel vellosa, hay que matar varios antílopes para hacer un solo chal. Esta demanda insostenible ha provocado una enorme disminución de la población de chirú.
El saiga es cazado por sus cuernos, considerados afrodisíacos por algunas culturas. Sólo los machos tienen cuernos, y han sido tan cazados que algunas manadas contienen hasta 800 hembras por macho. La especie ha sufrido un fuerte declive y se encuentra en peligro crítico de extinción.

## Antílopes por subfamilia
Las siguientes subfamilias de bóvidos contienen especies que pueden considerarse antílopes:
- Bovinae. Algunas de sus especies se denominan antílopes (antílope de cuatro cuernos, antílope jeroglífico).
- Cephalophinae o duikers.
- Hippotraginae. Incluye los órix y el antílope sable.
- Antilopinae. En esta subfamilia se incluyen varios antílopes, como los dicdics, y también las gacelas.
- Reduncinae. Incluye el antílope bohor o los cobos, como el antílope Lechwe.
- Aepycerotinae. Incluye el impala.
- Peleinae. Incluye una sola especie, el antílope cabrío.
- Alcelaphinae. Incluye los damaliscos, alcelafos, el antílope de Lichtenstein, así como los ñúes.
- Caprinae. Incluye al rebeco.

## Antílopes por área geográfica

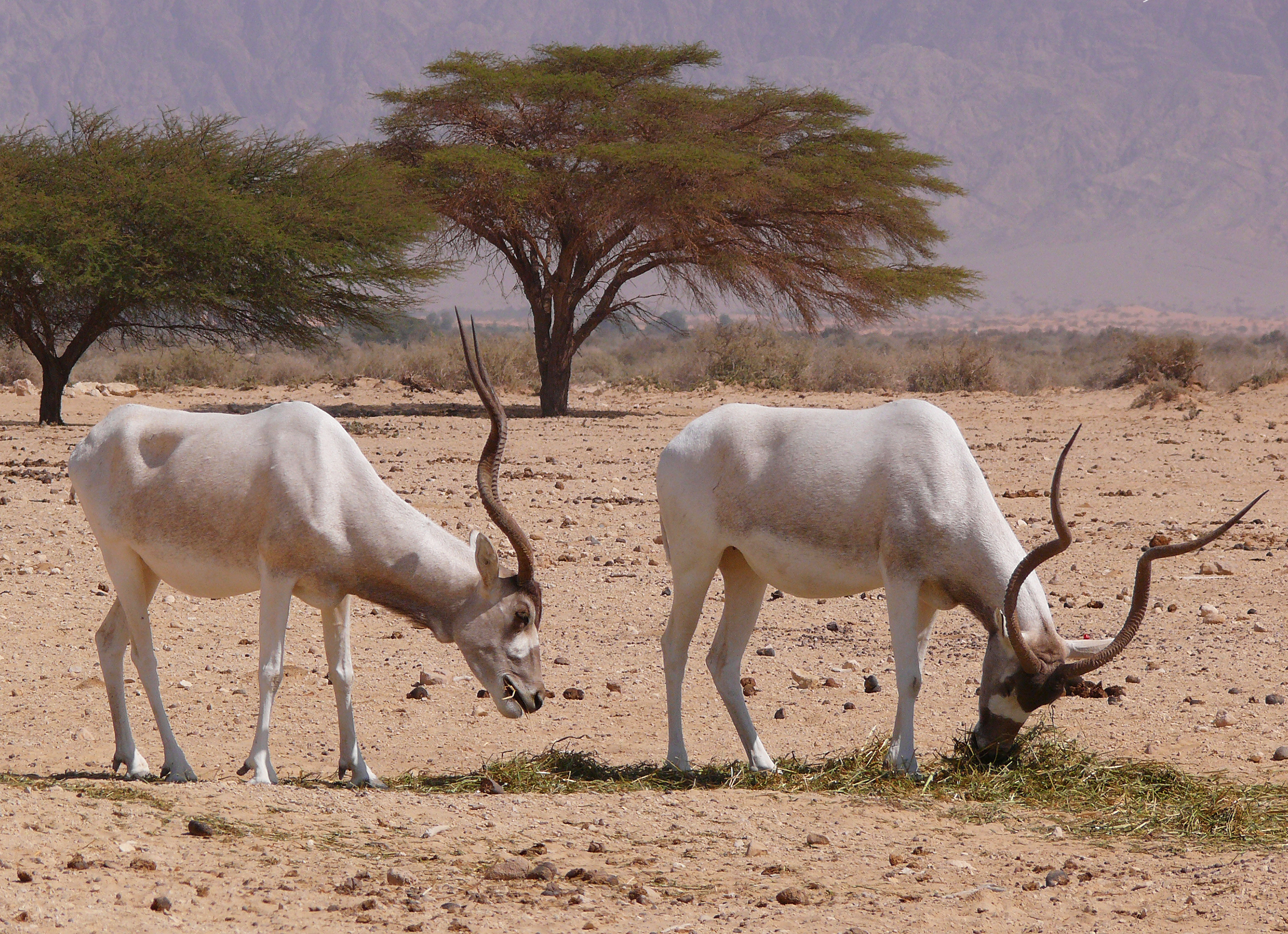
Adax

Geográficamente se encuentran en África, Oriente Medio, Asia central y China, ocupando una gran diversidad de hábitats, tales como la sabana, estepa, bosque, selva tropical y desierto.
Entre las especies de antílopes podemos mencionar los que siguen a continuación, de acuerdo con su continente de origen:

### África
Subfamilia Hippotraginae
- Orix
- Adax
- Hipótrago

Subfamilia Peleinae
- Antílope cabrío

Subfamilia Reduncinae
- Pucú
- Cobo de Uganda
- Cobo untuoso
- Lechwe rojo
- Lechwe del Nilo
- Redunca de montaña
- Redunca común
- Antílope bohor

Subfamilia Alcelaphinae
- Damalisco
- Alcélafo
- Kongoni
- Topi
- Hirola
- Ñu de cola blanca
- Ñu azul de barba blanca
- Ñu azul de barba negra

Subfamilia Aepycerotinae
- Impala
- Impala de cara negra

Subfamilia Bovinae
- Eland
- Oribí
- Sitatunga
- Bongo
- Antílope jeroglífico

Otros
- Dicdics
- Duikers

### Asia
- Saiga
- Antílope cervicabra o negro
- Saola
- Nilgó